# Port Victoria P.V.1
Port Victoria P.V.1 là một mẫu thử thủy phi cơ tiêm kích của Anh trong Chiến tranh thế giới I, được chế tạo tại Trạm Máy bay Thử nghiệm Hàng hải Cảng Victoria của Cục Không quân Hải quân Hoàng gia.

## Tính năng kỹ chiến thuật (P.V.1)
Dữ liệu lấy từ Bruce J.M. in Flight, Bruce ngày 29 tháng 11 năm 1957
Đặc điểm tổng quát
- Kíp lái: 1
- Chiều dài: 23 ft 0 in (7,01 m)
- Sải cánh:  ()
- Chiều cao:  ()
- Diện tích cánh: 240 ft² (22,30 m²)
- Trọng lượng rỗng: 1.811 lb (821 kg)
- Trọng lượng có tải: 2.302 lb (1.044 kg)
- Động cơ: 1 × Clerget, 110 hp (82 kW)

 Hiệu suất bay 
- Vận tốc cực đại: 67 knot (77 mph, 124 km/h)
- Trần bay: 8.000 ft (2.438 m)